# Забудовник
Забудовник (застаріле) — це особа, яка у встановленому законодавством порядку отримала право на використання земельної ділянки для спорудження об'єктів житлового будівництва або згідно з укладеними договорами має право розпоряджатися житловою площею у будинках, які будуються (реконструюються). В редакції Закону України «Про архітектурну діяльність» від 17.02.2011 термін «забудовник» є скасований.
Забудовником може виступати юридична особа, включаючи ФОП. Серед обов'язків забудовника виділяють забезпечення фінансування (інвестицій), та його освоєння підрядним або господарським способом.

## Характерні ознаки забудовника[3]
Виділяють наступні характерні ознаки, що відносять певну юридичну особу до категорії Забудовника:
- особа, що отримала право на певну земельну ділянку для забудови та виконує необхідні дії для здійснення забудови;
- особа, що освоює та/або спрямовує на будівництво виділене на нього фінансування;
- особа, що виступає замовником.

Слід зазначити, що термін «замовник» не визначений на рівні законів України, що регулюють будівельну діяльність. Закон «Про архітектурну діяльність» визначає перелік суб'єктів будівництва та архітектурної діяльності, серед яких є замовники будівельного проекту (забудовники) та будівництва об'єктів архітектури. Наведене формулювання свідчить про можливість взаємозамінного застосування даних термінів.
Забудовнику, як учаснику цивільних правовідносин, додатково притаманні наступні ознаки:
- Забудовник, на відміну від будівельника, не є суб'єктом професійної діяльності. При цьому, забудовник може виступати однією з сторін у договорі на розробку архітектурної та/або проектної документації, а також у договорі будівельного підряду. У такому випадку забудовник — це особа, що замовляє послуги та/або роботи, а не виконує їх за платню.
- Забудовник є суб'єктом інвестиційної діяльності. Придбання об'єкта нерухомості завжди передбачає отримання економічних вигод, тобто це — капіталовкладення. При цьому придбання нерухомості, рівно як і її створення, це — інвестування. Оскільки забудовник є набувачем новоствореної нерухомості та повинен нести затрати на її створення, то з точки зору інвестиційного законодавства він може вважатись інвестором.
- Статус забудовника як суб'єкта підприємницької діяльності має певні особливості. Зокрема, згідно з означенням, само по собі забудова не передбачає отримання прибутку. Її мета — це створення і закріплення за собою права власності на новозбудовану нерухомость. У разі, коли забудовник як власник майнового права уступить належне йому право третій особі, а також у разі продажу забудовником належної йому новозбудованої нерухомості, може йти мова про отримання прибутку. Такий прибуток не вважається систематичним. Це пов'язано з тим, що статус юридичної особи як забудовника виникає на період конкретної забудови і припиняється у момент виникнення права власності на об'єкт нерухомості. Тому можливість отримання або неотримання прибутку забудовником виникає одноразово.
- Систематичне отримання прибутку забудовником можливе, коли воно пов'язано із здійсненням ним підприємницької діяльності у формі операцій на ринку нерухомості.

## Ліцензування будівельної діяльності в Україні
Юридична особа та фізична особа (підприємець), що має намір вести господарську діяльність, повинні отримати відповідну ліцензію.

Контроль за виконанням умов ліцензування та власне видача ліцензій здійснюється Державною архітектурно-будівельною інспекцією (ДАБІ) та її представництвами в регіонах. Для забудовників, що отримують ліцензію вперше, термін дії ліцензії становить 3 роки. При отриманні кожної наступної ліцензії термін дії становить 5 років. У разі порушення ліцензійних умов, які неможливо усунути у процесі ведення будівельної діяльності, дія ліцензії може бути зупинена. Прийняття рішення про зупинку ліцензії відбувається на засіданні ліцензійної комісії.
Для отримання повторної ліцензії, забудовник повинен дотримуватись законності будівництва та мати всі необхідні дозвільні документи:
1. Дозвіл на будівництво;
2. Декларація про початок виконання будівельних робіт;
3. Документи на землю (оренда або право власності);
4. Містобудівні умови і обмеження;
5. Технічні умови на підключення комунікацій.

## Відмінність між забудовником і девелопером
Поняття Забудовник широко використувується як синонім терміна «девелопер» через схожі функції та ознаки. Проте, поняття «забудовник» є ширшим, ніж термін «девелопер». Девелопер — це підприємець, який ініціює і забезпечує реалізацію найкращого з можливих варіантів розвитку нерухомості, включаючи організацію фінансування проекту.
Фундаментальна відмінність між поняттями «забудовник» та «девелопер» полягає в тому, що забудовник — це правова категорія, а девелопер — термін, що склався та набув поширення в сучасному бізнес-середовищі. Відповідно, при вживанні терміна «забудовник» підкреслюється юридична та господарська складова діяльності юридичної особи, що здійснює будівництво, а при вживанні терміна девелопер — увага акцентується на комерційних та маркетингових аспектах підприємця в сфері забудови.
Питання застосування ознак девелопера як характерних рис для забудовників залишається дискусійним, оскільки сам термін «девелопмент» не є правовою категорією. Фактично, терміни забудовник та девелопер — визначають, відповідно, господарську та комерційну діяльність, пов'язану з забудовою.
У багатьох випадках забудовник одночасно виступає також і девелопером, або є пов'язаною (афілійованою) з девелопером юридичною особою.

## Поділ
За типом об'єктів, що будуються, забудовників поділяють за спеціалізацією на
- житлових
- комерційних
- таких, що будують об'єкти соціального призначення.

За формою власності, забудовників поділяють на:
- Закрите акціонерне товариство.
- Відкрите акціонерне товариство.
- Товариство з обмеженою відповідальністю.
- Житлово-будівельний кооператив.
- Споживче товариство.
- Товариства.
- Громадський фонд.